# Axiagasta rhodobaphes
Axiagasta rhodabaphes là một loài bướm đêm trong họ Geometridae.